# Katerina Desnitzka

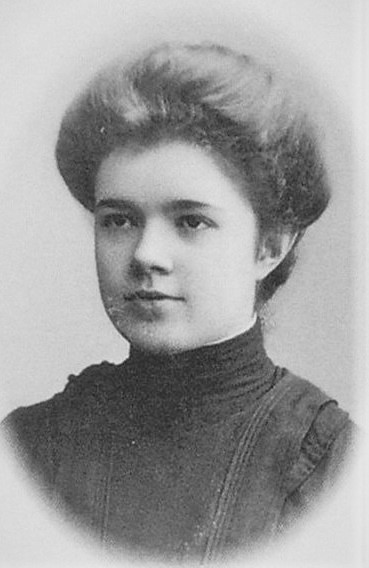
Katerina Desnitzka mit 14 Jahren

Katerina „Katja“ Iwaniwna Desnitzka (* 27. April 1886 in Luzk; † 3. Januar 1960 in Paris) war eine ukrainische Krankenschwester im Russisch-Japanischen Krieg und bekam als eine von vier Frauen den Russischen Orden des Heiligen Georg verliehen. Durch ihre Heirat mit dem siamesischen Prinzen Chakrabongse, einem Sohn des Königs Chulalongkorn und seiner Gemahlin Saovabha Phongsri, erhielt sie den Titel der Herzogin von Phitsanulok.

## Leben

### Herkunft und Ausbildung
Katjas Vater Iwan war ein Richter aus Luzk und hatte bereits sechs Kinder, als er in Kiew ihre Mutter kennenlernte. Maria Verdi war die verwitwete Schwägerin des Komponisten Giuseppe Verdi und hatte bereits vier Kinder. Die beiden heirateten und hatten die gemeinsamen Kinder Katerina, genannt Katja, und Iwan. Als Katja drei Jahre alt war, starb ihr Vater.
In Kiew besuchte sie das Funduklejewska-Gymnasium, wo sie ihr Abitur ablegte. 1903 starb ihre Mutter Maria, nachdem sie sechs Monate lang bettlägerig gewesen war. In dieser Zeit pflegte Katja sie und entdeckte dabei ihre Begabung für die Krankenpflege. Nach dem Tod ihrer Mutter folgte sie ihrem Bruder nach Sankt Petersburg und schrieb sich dort im Krankenhaus der Zarin Maria Fjodorowna bei den Schwestern der Barmherzigkeit für die Ausbildung zur Krankenschwester ein.
Während dieser Zeit in Sankt Petersburg lernte sie auf einem Ball im Frühjahr 1905 den siamesischen Prinzen Chakrabongse, Fürst von Phitsanulok, kennen. Sein Vater, König Chulalongkorn, ließ ihn seit dem Jahr 1898 auf Einladung des Zaren Nikolaus II. in Sankt Petersburg studieren. Nach erfolgreichem Abschluss des Kaiserlichen Pagenkorps, einer elitären Militärschule für den russischen Adel, studierte der Prinz nun an der Akademie des Generalstabs und hatte den Rang eines kaiserlichen Husaren inne. Die rothaarige, charmante Katja gewann rasch sein Herz, erfuhr allerdings erst später, dass es sich bei ihrem neuen Verehrer um einen Prinzen handelte.

### Krankenschwester
Nach Abschluss ihrer Ausbildung zur Krankenschwester meldete sich die siebzehnjährige Katja freiwillig für den Frontdienst im russisch-japanischen Krieg, ein äußerst ungewöhnlicher Schritt für eine Frau in der damaligen Zeit. Obwohl Frauen zum Patriotismus angehalten wurden und Krankenschwestern dringend benötigt wurden, galt es als unschicklich für eine Frau, in einem Heerlager unter so vielen Männern zu leben. Chakrabongse selbst versuchte zunächst, Katja von diesem Schritt abzuhalten, zeigte sich aber schließlich beeindruckt von ihrem Pflichtgefühl und ihrer Tapferkeit.
Katja diente an der Front in der Mandschurei. Zu ihren Aufgaben gehörte es, Verletzte zu bergen und zu verbinden, bei Operationen zu assistieren und die Patienten zu pflegen. In Anerkennung ihrer Verdienste wurden ihr drei Orden verliehen. Unter anderem erhielt sie als eine von lediglich vier Frauen während des russisch-japanischen Krieges das prestigeträchtige Georgskreuz, das Soldaten für außergewöhnliche Tapferkeit verliehen wird.
Während ihres Kriegsdienstes erhielt sie Liebesbriefe, Telegramme und Blumen von Chakrabongse, der sie als „meine Verlobte“ bezeichnete und ihr schrieb: „Ich brauche niemanden außer dir. Wenn du bei mir wärst, wäre alles in Ordnung und nichts könnte mein Glück überschatten.“ Katja selbst nannte ihn in ihren Briefen „Lek“, siamesisch für „klein“. Sie kehrte nach Kriegsende, nachdem Russland gegen Japan verloren hatte, nach Sankt Petersburg zurück.

### Ehe mit Chakrabongse

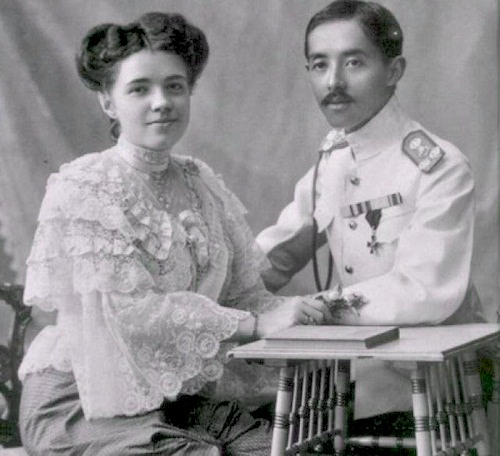
Katerina Desnitzka und Prinz Chakrabongse im Jahr 1906

Obwohl Chakrabongse aus Siam Nachrichten erhielt, dass sein Vater einige potentielle Ehekandidatinnen für ihn gefunden hatte, bestand er darauf, lediglich mit Katja glücklich werden zu können. Allerdings warf sein Entschluss mehrere Probleme auf. Zum einen war es in der siamesischen Königsfamilie üblich, Verwandte zu heiraten, und sowohl der König als auch Prinzen lebten als Zeichen ihres hohen Ranges mit mehreren Ehefrauen. König Chulalongkorn hatte zwar wichtigen Reformen den Weg bereitet, stand einer Ausländerin als Schwiegertochter jedoch sehr skeptisch gegenüber. Hinzu kam, dass Katja nicht von adliger Abstammung war. Obendrein gehörte sie der Russisch-Orthodoxen Kirche an, während Chakrabongse bekennender Buddhist war, was eine Eheschließung im orthodoxen Zarenreich unmöglich machte.
Katja willigte schließlich ein, ihn zu heiraten, allerdings nur unter der Bedingung, dass die Ehe monogam sein würde. Chakrabongse versprach ihr daraufhin, dass sie stets „die eine und einzige“ bleiben würde. Sie holte sich für die Eheschließung die Erlaubnis ihres Bruders ein. Chakrabongse hingegen informierte niemanden aus seiner Familie, damit der mit seinem Vater befreundete Zar Nikolaus II. Katja nicht die Ausreise verweigerte. Die Hochzeit fand schließlich in Konstantinopel statt, wo Chakrabrongse in die russisch-orthodoxe Kirche eintrat.
Nach den Flitterwochen in Ägypten reiste das junge Paar nach Singapur. Katja blieb vorübergehend dort, während Chakrabongse nach Thailand reiste, um seine Familie auf seine neue Ehefrau vorzubereiten. Er hielt die Ehe für drei Wochen geheim, bevor seine Eltern schließlich von Katja erfuhren. Zunächst weigerten sie sich, seine Frau zu empfangen. Nur sehr langsam verbesserte sich das Verhältnis, hauptsächlich weil Katja innerhalb von zwei Jahren fließend Thai sprechen lernte und ihre Schwiegermutter Saovabha Phongsri für sich gewann. Die Königin äußerte den Wunsch, Katja möge sich nach der siamesischen Mode kleiden, und ihre Schwiegertochter bat sie darum, das Material für sie auszusuchen. Daraufhin besuchte ihre Schwiegermutter sie endlich.
Am 28. März 1908 brachte Katja ihren Sohn Chula zur Welt, der zu Saovabhas Liebling wurde und schließlich selbst den Widerstand Chulalongkorns schmolz. „Heute habe ich meinen Enkel gesehen“, erzählte er später seiner Frau. „Ich habe mich sofort in ihn verliebt, schließlich ist er mein Fleisch und Blut und sieht äußerlich überhaupt nicht wie ein Europäer aus.“ Nach Chulalongkorns Tod wurde Katja schließlich zur Herzogin von Phitsanulok ernannt, womit die Ehe offiziell anerkannt war, und bewohnte mit Chakrabongse den Paruskawan-Palast. Allerdings wurde sie von ausländischen Königshäusern teilweise nach wie vor nicht anerkannt. So empfing Nikolaus II. bei einem Staatsbesuch um 1911 lediglich Chakrabongse, nicht Katja.
Gegen Ende des Ersten Weltkrieges traten Spannungen in der Ehe zutage. Chakrabongse wollte nach siamesischer Tradition seine 15-jährige Nichte als zweite Ehefrau nehmen, was Katerina strikt ablehnte. 1919 wurde die Ehe geschieden. Während ihr Sohn als potentieller Thronfolger in Siam blieb, reiste Katja zu ihrem Bruder nach Shanghai in China. Statt einer großzügigen Abfindung bat sie um eine jährliche Rente. Auch ein Juwelengeschenk des neuen Königs lehnte sie ab. 1920 starb Chakrabongse an einer Lungenentzündung.

### Späte Jahre
In China kümmerte Katja sich um russische Auswanderer, die nach der Oktoberrevolution das Land verlassen hatten. In zweiter Ehe heiratete sie einen Amerikaner namens Harry Clinton Stone, mit dem sie letztendlich nach Paris zog. Sie starb dort am 3. Januar 1960 und wurde in Paris bestattet.

## Nachkommen
Aus der Ehe mit Prinz Chakrabongse hatte Katja einen Sohn:
- Chula Chakrabongse (* 28. März 1908; † 30. Dezember 1963)

Da Chakrabongses älterer Bruder lange Zeit kinderlos war, wurde Chula währenddessen als ein möglicher Thronfolger betrachtet.